# Malaysias Grand Prix 2013
Malaysias Grand Prix 2013, officiellt 2013 Formula 1 Petronas Malaysia Grand Prix, var en Formel 1-tävling som hölls den 24 mars 2013 på Sepang International Circuit i Malaysia. Det var den andra tävlingen av Formel 1-säsongen 2013 och kördes över 56 varv. Vinnare av loppet blev Sebastian Vettel för Red Bull, tvåa blev Mark Webber, även han för Red Bull, och trea blev Lewis Hamilton för Mercedes.

## Kvalet
| KR. | Nr | Förare              | Konstruktör          | Q1       | Q2        | Q3       | Grid |
| --- | -- | ------------------- | -------------------- | -------- | --------- | -------- | ---- |
| 1   | 1  | Sebastian Vettel    | Red Bull-Renault     | 1.37,899 | 1.37,245  | 1.49,674 | 1    |
| 2   | 4  | Felipe Massa        | Ferrari              | 1.37,712 | 1.36,874  | 1.50,587 | 2    |
| 3   | 3  | Fernando Alonso     | Ferrari              | 1.37,314 | 1.36,877  | 1.50,727 | 3    |
| 4   | 10 | Lewis Hamilton      | Mercedes             | 1.37,513 | 1.36,517  | 1.51,699 | 4    |
| 5   | 2  | Mark Webber         | Red Bull-Renault     | 1.37,619 | 1.36,449  | 1.52,244 | 5    |
| 6   | 9  | Nico Rosberg        | Mercedes             | 1.37,239 | 1.36,190  | 1.52,519 | 6    |
| 7   | 7  | Kimi Räikkönen      | Lotus-Renault        | 1.36,959 | 1.36,640  | 1.52,970 | 101  |
| 8   | 5  | Jenson Button       | McLaren-Mercedes     | 1.37,487 | 1.37,117  | 1.53,175 | 7    |
| 9   | 15 | Adrian Sutil        | Force India-Mercedes | 1.36,809 | 1.36,834  | 1.53,439 | 8    |
| 10  | 6  | Sergio Pérez        | McLaren-Mercedes     | 1.37,702 | 1.37,342  | 1.54,136 | 9    |
| 11  | 8  | Romain Grosjean     | Lotus-Renault        | 1.37,363 | 1.37,636  |          | 11   |
| 12  | 11 | Nico Hülkenberg     | Sauber-Ferrari       | 1.37,931 | 1.38,125  |          | 12   |
| 13  | 19 | Daniel Ricciardo    | Toro Rosso-Ferrari   | 1.37,722 | 1.38,822  |          | 13   |
| 14  | 12 | Esteban Gutiérrez   | Sauber-Ferrari       | 1.37,707 | 1.39,221  |          | 14   |
| 15  | 14 | Paul di Resta       | Force India-Mercedes | 1.37,493 | 1.44,509  |          | 15   |
| 16  | 16 | Pastor Maldonado    | Williams-Renault     | 1.37,867 | Ingen tid |          | 16   |
| 17  | 18 | Jean-Éric Vergne    | Toro Rosso-Ferrari   | 1.38,157 |           |          | 17   |
| 18  | 17 | Valtteri Bottas     | Williams-Renault     | 1.38,207 |           |          | 18   |
| 19  | 22 | Jules Bianchi       | Marussia-Cosworth    | 1.38,434 |           |          | 19   |
| 20  | 20 | Charles Pic         | Caterham-Renault     | 1.39,314 |           |          | 20   |
| 21  | 23 | Max Chilton         | Marussia-Cosworth    | 1.39,672 |           |          | 21   |
| 22  | 21 | Giedo van der Garde | Caterham-Renault     | 1.39,932 |           |          | 22   |

| Vidare från första kvalrundan ▬▬ Vidare från andra kvalrundan ▬▬ |

Noteringar

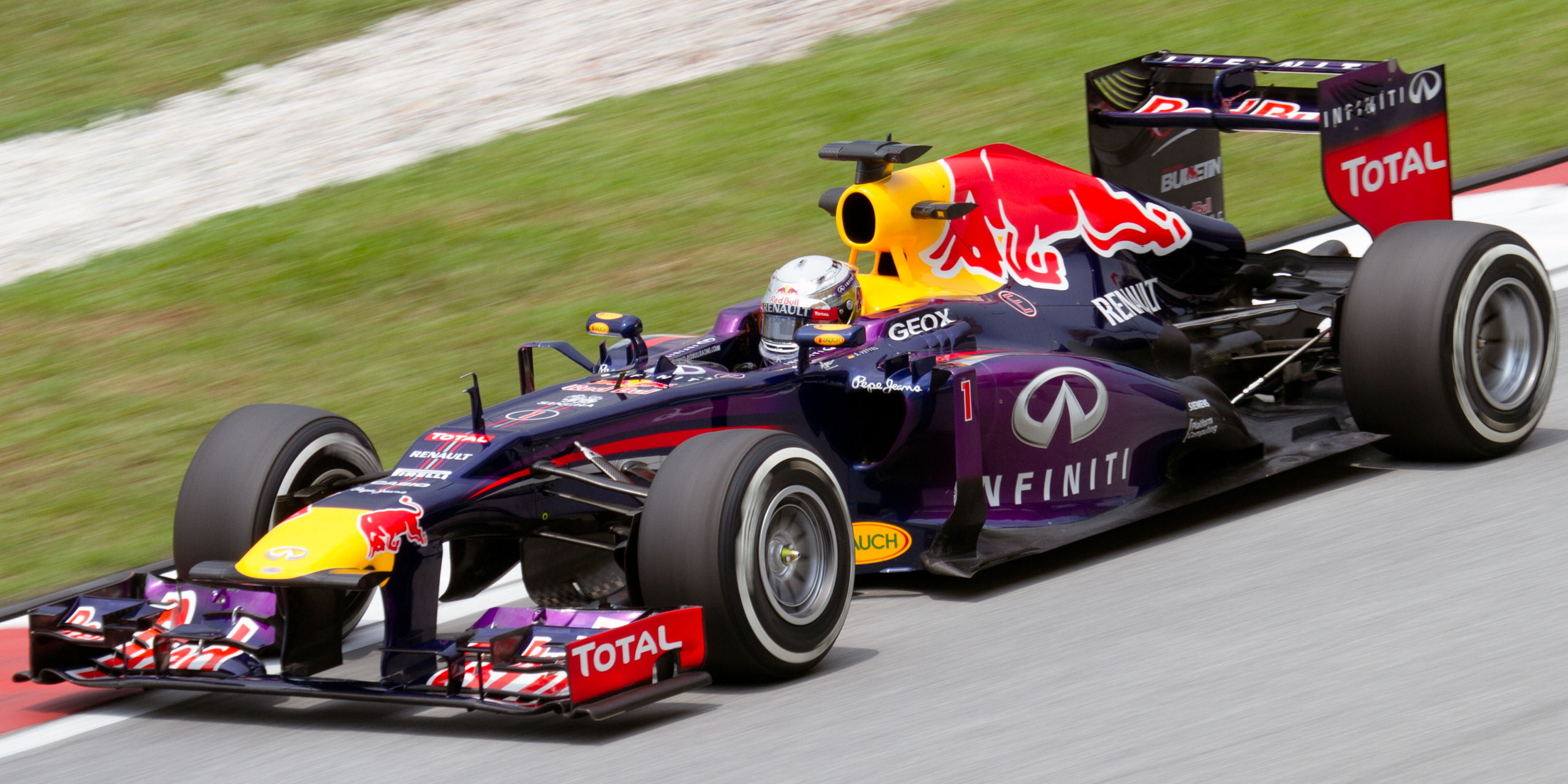
Sebastian Vettel tog pole position.

- ^1  — Kimi Räikkönen fick tre platsers nedflyttning efter att han hindrat Nico Rosberg under kvalet.[1]

## Loppet

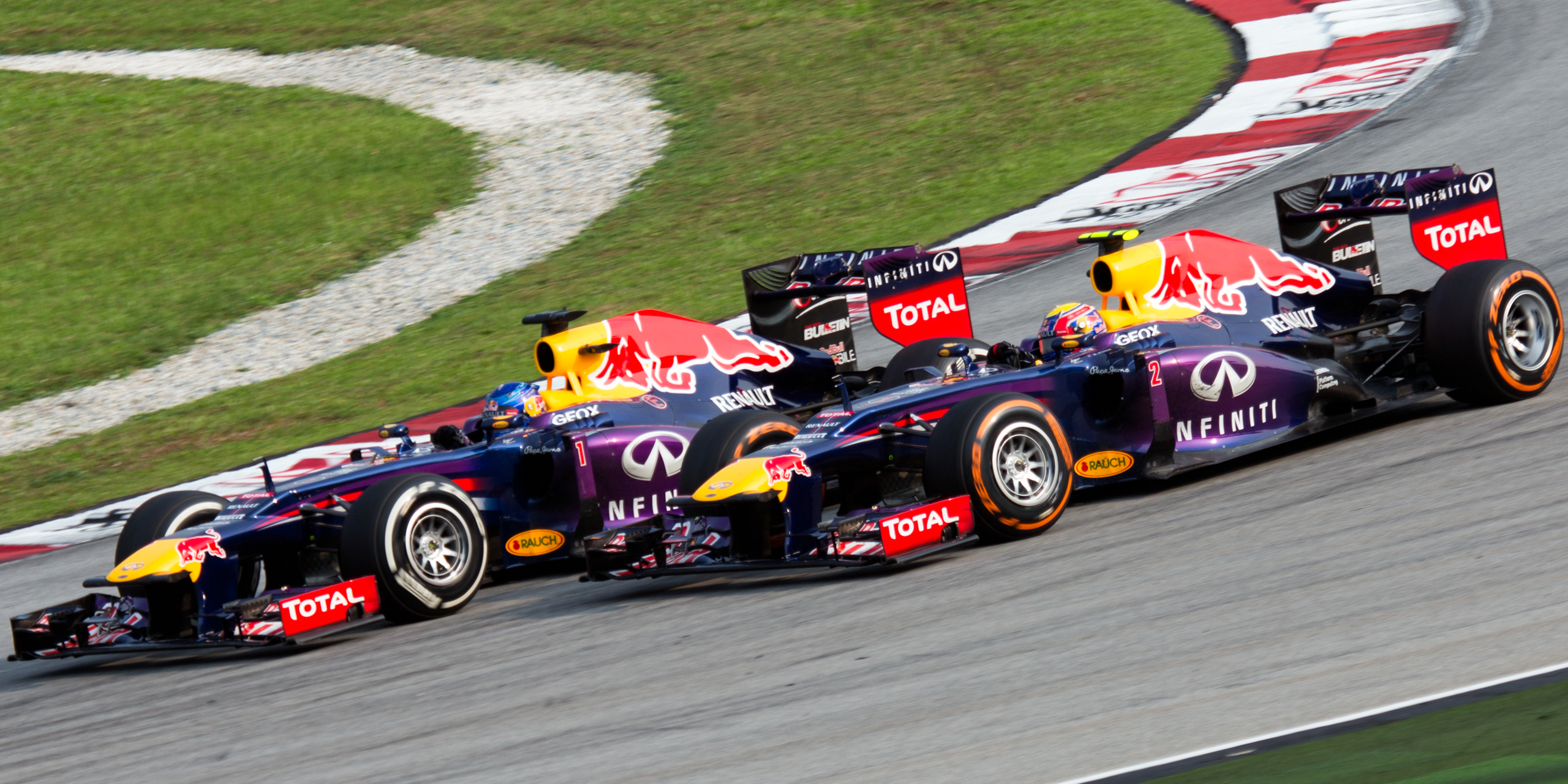
Sebastian Vettel vann strax före Mark Webber.

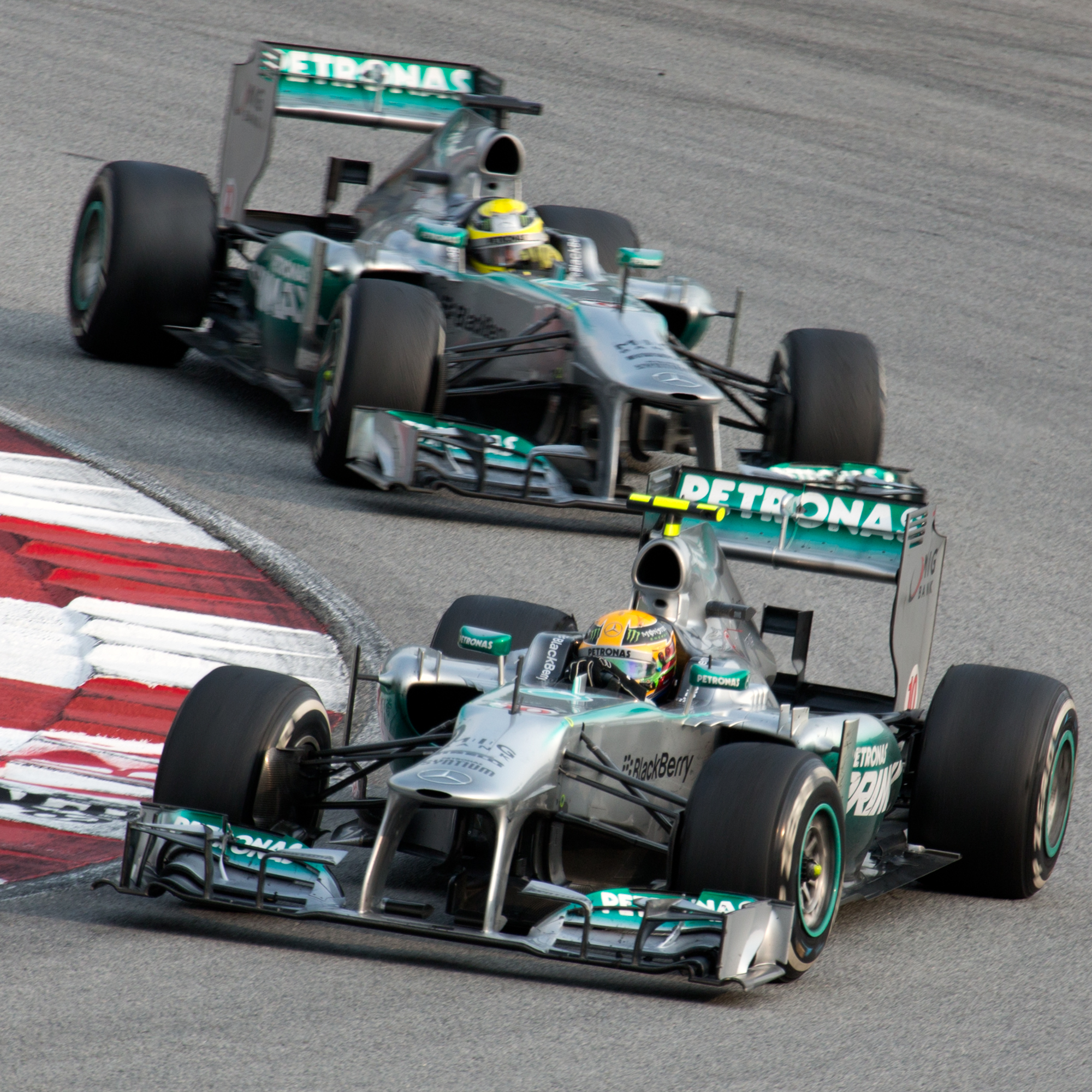
Lewis Hamilton och Nico Rosberg slutade på tredje respektive fjärde plats.

| Pos. | Nr | Förare              | Konstruktör          | Varv | Tid             | Grid | P  |
| ---- | -- | ------------------- | -------------------- | ---- | --------------- | ---- | -- |
| 1    | 1  | Sebastian Vettel    | Red Bull-Renault     | 56   | 1:38.56,681     | 1    | 25 |
| 2    | 2  | Mark Webber         | Red Bull-Renault     | 56   | +4,298          | 5    | 18 |
| 3    | 10 | Lewis Hamilton      | Mercedes             | 56   | +12,181         | 4    | 15 |
| 4    | 9  | Nico Rosberg        | Mercedes             | 56   | +12,640         | 6    | 12 |
| 5    | 4  | Felipe Massa        | Ferrari              | 56   | +25,648         | 2    | 10 |
| 6    | 8  | Romain Grosjean     | Lotus-Renault        | 56   | +35,564         | 11   | 8  |
| 7    | 7  | Kimi Räikkönen      | Lotus-Renault        | 56   | +48,479         | 10   | 6  |
| 8    | 11 | Nico Hülkenberg     | Sauber-Ferrari       | 56   | +53,044         | 12   | 4  |
| 9    | 6  | Sergio Pérez        | McLaren-Mercedes     | 56   | +1.12,357       | 9    | 2  |
| 10   | 18 | Jean-Éric Vergne    | Toro Rosso-Ferrari   | 56   | +1.27,124       | 17   | 1  |
| 11   | 17 | Valtteri Bottas     | Williams-Renault     | 56   | +1.28,610       | 18   |    |
| 12   | 12 | Esteban Gutiérrez   | Sauber-Ferrari       | 55   | +1 varv         | 14   |    |
| 13   | 22 | Jules Bianchi       | Marussia-Cosworth    | 55   | +1 varv         | 19   |    |
| 14   | 20 | Charles Pic         | Caterham-Renault     | 55   | +1 varv         | 20   |    |
| 15   | 21 | Giedo van der Garde | Caterham-Renault     | 55   | +1 varv         | 22   |    |
| 16   | 23 | Max Chilton         | Marussia-Cosworth    | 54   | +2 varv         | 21   |    |
| 17   | 5  | Jenson Button       | McLaren-Mercedes     | 53   | Hjul            | 7    |    |
| 18   | 19 | Daniel Ricciardo    | Toro Rosso-Ferrari   | 51   | Avgasrör        | 13   |    |
| Ret  | 16 | Pastor Maldonado    | Williams-Renault     | 45   | KERS            | 16   |    |
| Ret  | 15 | Adrian Sutil        | Force India-Mercedes | 27   | Hjulmutter      | 8    |    |
| Ret  | 14 | Paul di Resta       | Force India-Mercedes | 22   | Hjulmutter      | 15   |    |
| Ret  | 3  | Fernando Alonso     | Ferrari              | 1    | Kollisionsskada | 3    |    |

| Förare och stall som tog poäng ▬▬ |

## Ställning efter loppet
|     | Pos. | Förare           | Poäng |
| --- | ---- | ---------------- | ----- |
| ▲ 2 | 1    | Sebastian Vettel | 40    |
| ▼ 1 | 2    | Kimi Räikkönen   | 31    |
| ▲ 3 | 3    | Mark Webber      | 26    |
| ▲ 1 | 4    | Lewis Hamilton   | 25    |
| ▼ 1 | 5    | Felipe Massa     | 22    |

|     | Pos. | Konstruktör          | Poäng |
| --- | ---- | -------------------- | ----- |
| ▲ 2 | 1    | Red Bull-Renault     | 66    |
| ▬   | 2    | Lotus-Renault        | 40    |
| ▼ 2 | 3    | Ferrari              | 40    |
| ▬   | 4    | Mercedes             | 37    |
| ▬   | 5    | Force India-Mercedes | 10    |

- Notering: Endast de fem bästa placeringarna i vardera mästerskap finns med på listorna.